# Rüdiger Safranski

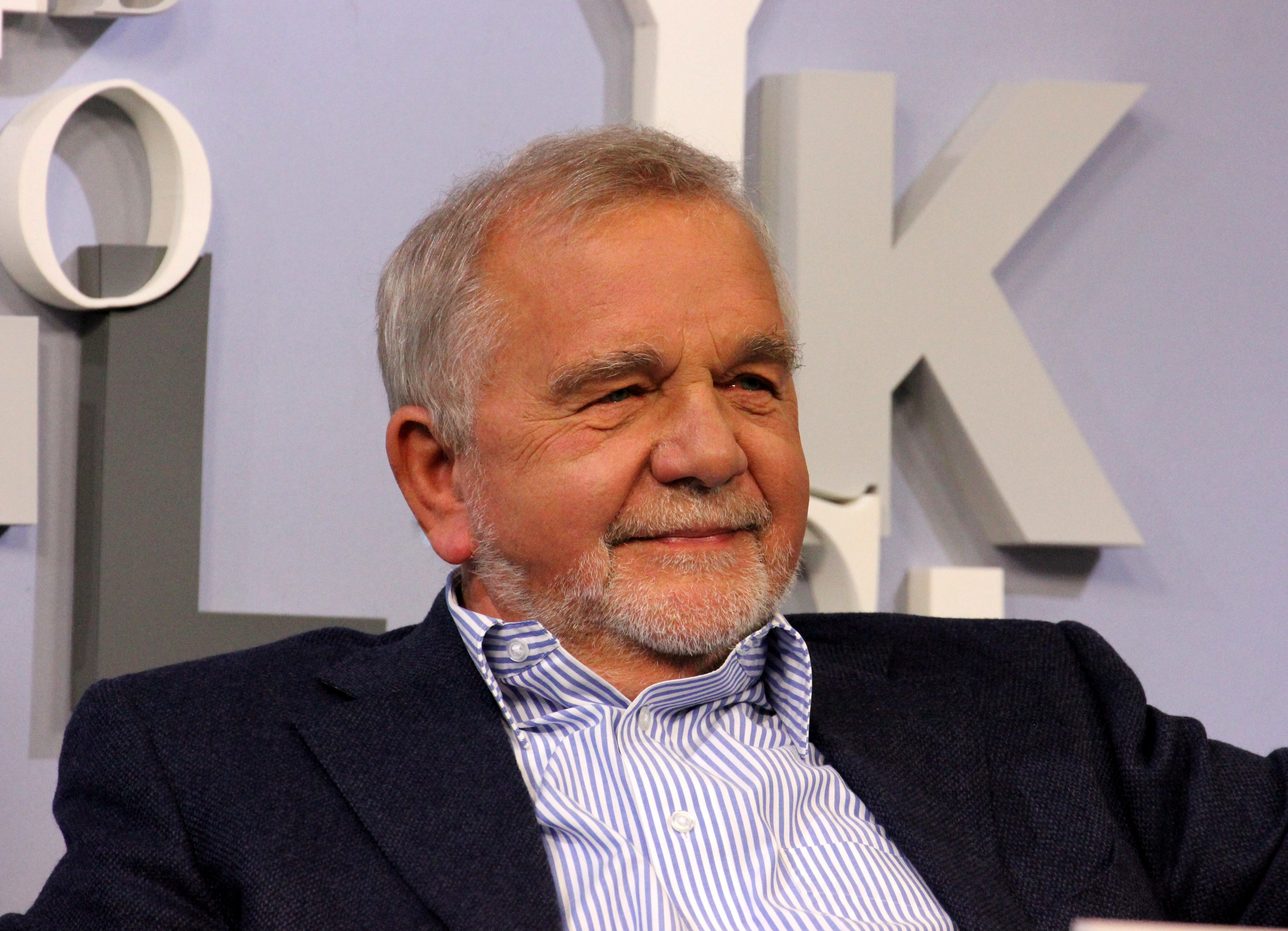
Rüdiger Safranski (2015)

Rüdiger Safranski född 1 januari 1945, Rottweil, är en tysk författare. Sedan sommaren 2012 har han undervisat som gästprofessor vid institutionen för filosofi och humaniora vid Freie Universität Berlin.

## Utmärkelser (urval)
- 1995: Friedrich-Märker-Preis
- 1998: Ernst-Robert-Curtius-Preis
- 2000: Friedrich-Nietzsche-Preis
- 2011: Oberschwäbischer Kunstpreis
- 2011: Allgäu-Preis für Philosophie